# Lalli Partinen
Lalli Simo Samuli Partinen (* 20. August 1941 in Kannonkoski; † 4. Mai 2022 in Lappeenranta) war ein finnischer Eishockeyspieler.

## Karriere
Lalli Partinen spielte zwischen 1959 und 1969 für Saimaan Pallo, dabei ab 1962 als Mannschaftskapitän, und wechselte anschließend zum Helsingfors IFK. Mit dem Hauptstadtklub gewann er 1970 und 1974 die finnische Meisterschaft. In insgesamt 436 Spielen in der höchsten finnischen Spielklasse erreichte Partinen insgesamt 165 Scorerpunkte, davon 56 Tore und 109 Torvorlagen, sowie 858 Strafminuten. Bis 2003 führte Partinen damit die Strafminuten-Statistik der finnischen Eishockeyliga an, ehe er von Toni Makiaho abgelöst wurde. Zudem hielt Partinen bis 1987 den Rekord bezüglich erhaltener Strafminuten pro Saison mit 116 Minuten.

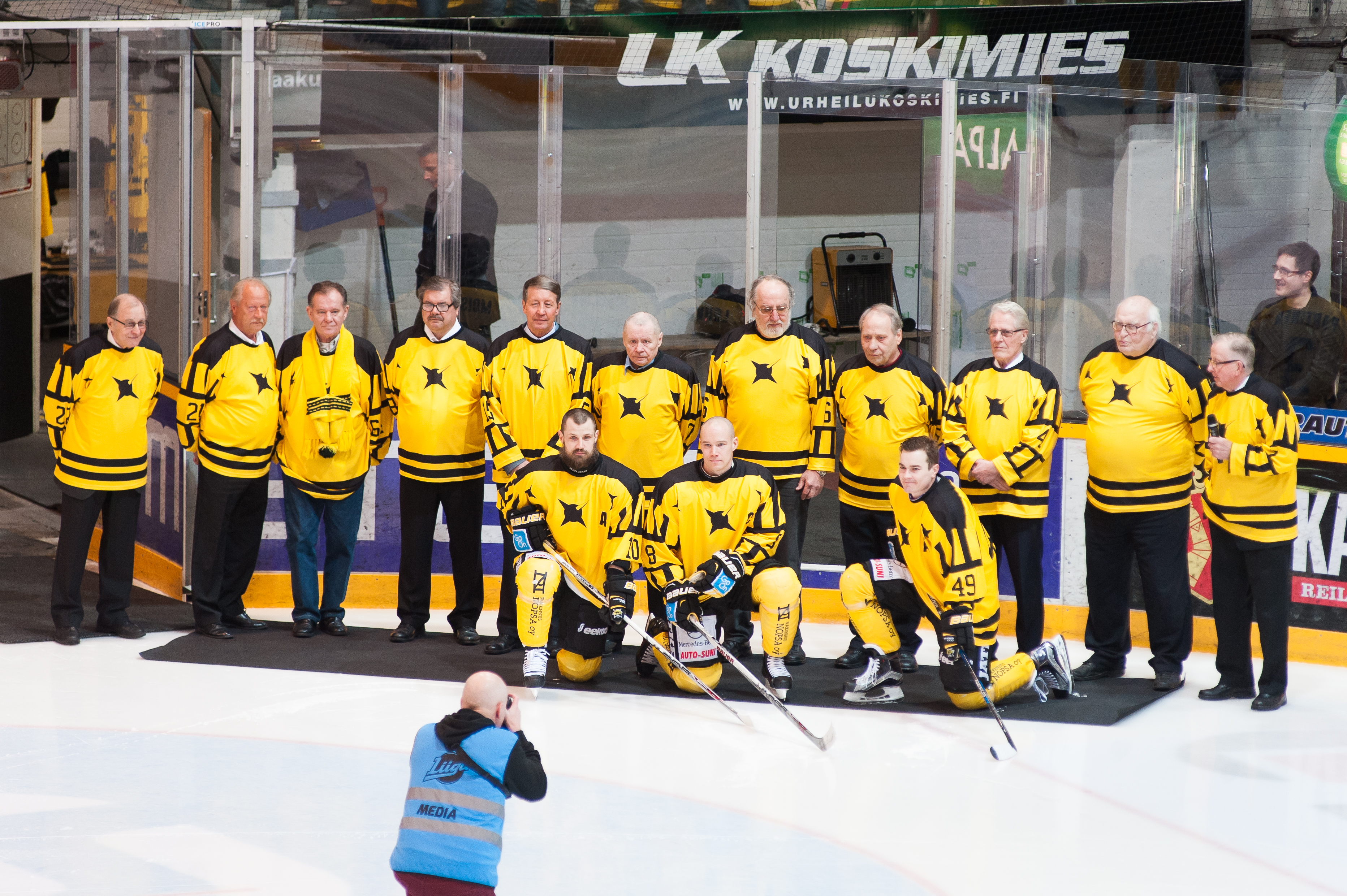
SaiPa: Feier zum 50-jährigen Jubiläum des dritten Platzes 1966, Partinen zweiter von rechts (2016)

Für die finnische Nationalmannschaft absolvierte Partinen 120 Länderspiele und nahm an insgesamt fünf Weltmeisterschaften sowie an den Olympischen Winterspielen 1968 teil.
Nach seinem Karriereende wurde Partinens Trikotnummer #3 von Saiman Pallo gesperrt. 1987 wurde Partinen in die finnische Eishockey-Ruhmeshalle aufgenommen.
Partinen war von 1986 bis 1988 Geschäftsführer des finnischen Eishockeyverbandes. Anschließend zog er zurück nach Lappeenranta, wo er bis 1999 in einem Immobilienverwaltungsbüro arbeitete. Im Herbst 2012 wurde Partinen in den Stadtrat von Lappeenranta gewählt. Am 4. Mai 2022 starb Partinen im Alter von 80 Jahren an den Folgen einer SARS-CoV-2-Infektion, nachdem er zwei Tage zuvor ins Krankenhaus eingeliefert wurde.

## Erfolge und Auszeichnungen
- 1965 All-Star-Team der SM-sarja
- 1970 Finnischer Meister mit dem Helsingfors IFK
- 1973 All-Star-Team der SM-sarja
- 1973 Finnischer Vizemeister mit dem Helsingfors IFK
- 1974 Finnischer Meister mit dem Helsingfors IFK
- 1975 Finnischer Vizemeister mit dem Helsingfors IFK
- 1987 Aufnahme in die Finnische Eishockey-Ruhmeshalle (als 52. Person)